# Albert Servaes

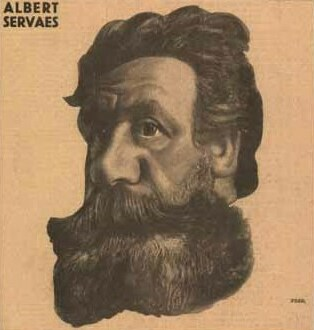
Portret van Servaes door Frits Van den Berghe, 1932.

Albert Servaes (Gent, 4 april 1883 – Luzern, 19 april 1966) was een kunstschilder en tekenaar en wordt beschouwd als Belgiës eerste expressionist.
In 1905 trok hij naar Sint-Martens-Latem waar hij zich in een houten keet vestigde. Hij was een diepreligieus mens die in zijn kunst graag de reeds verkende paden verliet. Een van zijn geliefkoosde thema's was het lijden van Jezus Christus. Hij behoorde tot de eerste groep van de Latemse Scholen, en nam ook deel aan de Pelgrimbeweging.
De dramatiek en de wrangheid die uit zijn werken spreekt worden ondersteund door zijn donker coloriet en de dikke lijnen waarmee hij zijn figuren gestalte gaf. De Rooms-Katholieke Kerk en veel van zijn tijdgenoten ergerden zich aan de rauwe werkelijkheid die hij schilderde. De kruisweg die hij rond 1920 tekende voor de kapel van Luithagen bij Antwerpen (nu bewaard in de Abdij Koningshoeven van Berkel-Enschot) is hiervan een voorbeeld. Die schilderijen werden daarom in 1921 door het Heilig Officie in Rome 'naar hun aard' verboden. Opmerkelijk in zijn werk zijn ook zijn landschappen en portretten.

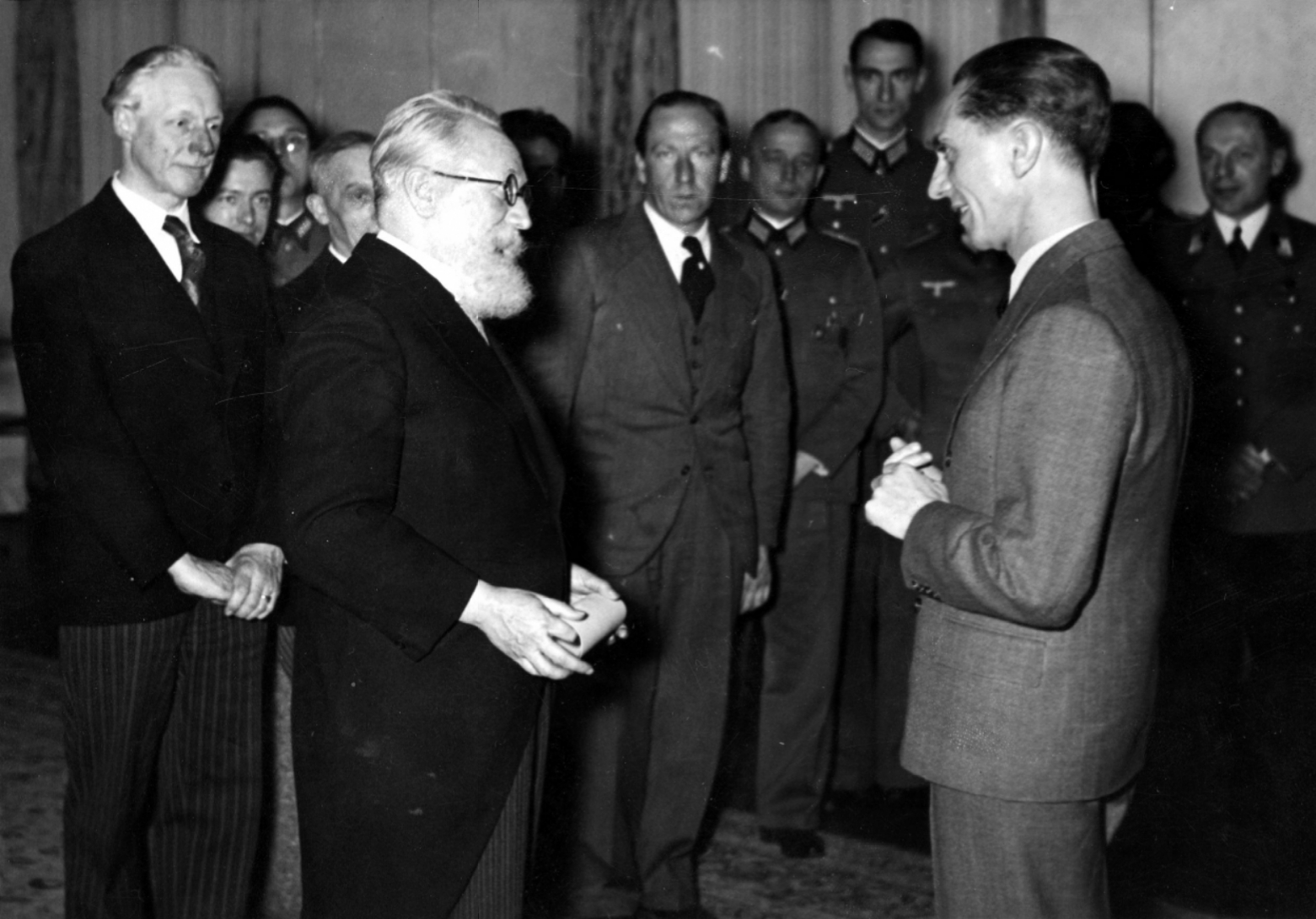
Albert Servaes, leider van een delegatie van Vlaamse kunstenaars, ontmoet Goebbels in Duitsland in 1940

Voor de Tweede Wereldoorlog uitte Servaes zijn Vlaams-nationalistische gevoelens vooral via zijn kunst. Hij sloot zich aan bij Verdinaso, een rechts-autoritaire politieke partij die voortkwam uit de Vlaamse Beweging. Tijdens de Duitse bezetting toonde hij openlijk zijn pro-Duitse sympathieën. Hij werkte samen met de bezetter om het culturele leven in België te controleren. Hij was voorzitter van de Oost-Vlaamse Federatie voor Kunstenaars en lid van de Nederlandsche Kultuurkamer, een door de Duitse bezetter opgerichte instelling waarbij alle kunstenaars, architecten, schrijvers, journalisten, musici, filmacteurs en toneelspelers zich moesten aansluiten om te mogen werken. In 1940 leidde hij een delegatie van Vlaamse kunstenaars naar Duitsland waar zij een ontmoeting hadden met de Duitse propagandaminister Joseph Goebbels. Na de reis van de Vlaamse kunstenaars naar Duitsland bedankte hij in naam van zijn kunstbroeders de "grote cultuurhervormer dr. Goebbels". Bij die gelegenheid wenste hij voor Vlaanderen "een leider met de genialiteit va een Adolf Hitler (...) opdat ook hier kome de Vlaams-nationaal socialistische Orde". Waar hij in eerdere brieven 'Heil Dinaso' ondertekende, eindigde hij vanaf september 1941 zijn brieven met 'Heil Hitler'. Verder nam hij deel aan de Vlaams-Duitse cultuurdagen. Hij kreeg gunstige persberichten en kon deelnemen aan groepstentoonstellingen in Duitsland. Hij deed ook duidelijk pro-Duitse uitspraken en koppelde zijn kunst aan de culturele propaganda van de Nieuwe Orde. Na de oorlog ontving Servaes anonieme doodsbedreigingen. Collega-kunstenaars Constant Permeke en Evarist De Buck beschuldigden hem ervan te klikken aan de Duitse bezetters. Eind 1944 vluchtte hij naar Zwitserland. In juli 1947 werd hij bij verstek veroordeeld tot 10 jaar gevangenisstraf (de straf werd in 1961 verminderd tot vijf jaar en in 1964 opgeschort). Servaes werd genaturaliseerd tot burger van Zwitserland.
Servaes is de overgrootvader van Valerie De Booser.